# Carl Meissner
Carl Friedrich Daniel Meissner (n. 1 noiembrie 1800, Berna, Berna, Elveția – d. 2 mai 1874, Basel, Cantonul Basel-Oraș, Elveția) a fost un botanist elvețian.

## Biografie
Născut în Berna, Elveția, pe 1 noiembrie 1800, a fost botezat Meisner, dar mai târziu și-a schimbat ortografia numelui în Meissner. Pentru cea mai mare parte din cariera de 40 de ani a fost Profesor de Botanică la Universitatea din Basel. A adus contribuții importante literaturii botanice, inclusiv opera cuprinzătoare Plantarum Vascularum Genera și monografii ale familiilor Polygonaceae (mai ales genul Polygonum), Lauraceae, Proteaceae, Thymelaeaceae și Hernandiaceae. Contribuțiile sale în descrierea florei australiene sunt foarte importante. A descris sute de specii ale familiei australiene Proteaceae și multe specii australiene din alte familii, mai ales Fabaceae, Mimosaceae și Myrtaceae. Starea lui de sănătate s-a deteriorat după 1866 și astfel a fost mai puțin activ. A murit în Basel pe 2 mai 1874.